# Statuia Libertății din Ploiești

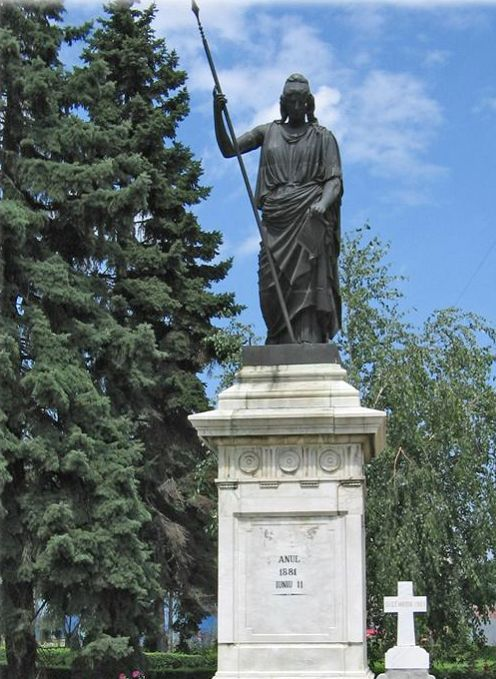
Statuia Libertății, 2008

Statuia Libertății este una din cele mai vechi statui din Ploiești. A fost declarată monument istoric și este înscrisă în Lista monumentelor istorice cu cod LMI PH-III-m-A-16868 sub denumirea Statuia Libertății.

## Istoric
Înălțarea la Ploiești a unui monument care să simbolizeze lupta cetățenilor pentru cucerirea și exercitarea libertăților publice era o mai veche dorință, care a fost adusă în actualitate de gravele evenimente ce au avut loc cu ocazia alegerilor pentru corpurile legiuitoare din 1869, când, supuși la tot felul de intimidări și agresiuni fizice, alegătorii au votat cu Partidul Liberal și i-au învins la vot pe conservatorii ce încercau să-și prelungească cu orice preț guvernarea, inclusiv prin trimiterea trupelor de la București. Anul următor au avut loc și tulburările antidinastice cunoscute ca Republica de la Ploiești. Dimitrie Brătianu și C. A. Rosetti au considerat că Ploieștiul trebuie recompensat cu acest monument, și au deschis o subscripție publică prin intermediul ziarului Românul.

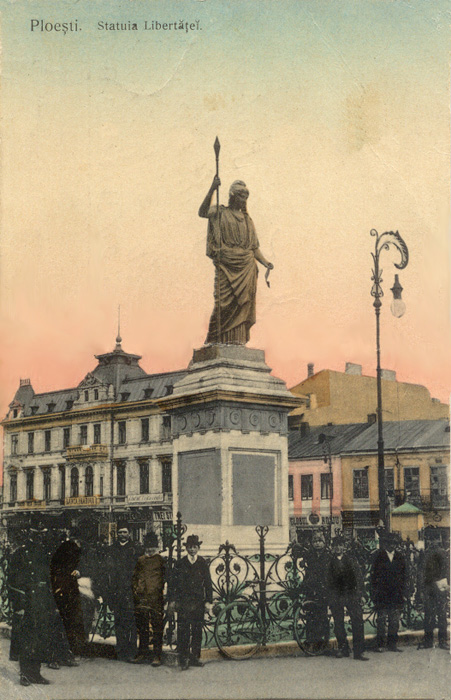
Statuia Libertății, 1908

A fost adusă în țară, din Franța, în 1876. Instalarea ei nu a început decât după Războiul de Independență al României, statuia fiind dezvelită la 11 iunie 1881, pe un soclu executat de arhitectul Toma N. Socolescu, în Piața Libertății.
Turnată în bronz galvanizat, lucrarea are o înălțime de 3,5 m. Ea reprezintă pe zeița Minerva ca simbol al libertății, având atribute care sugerează că libertatea are uneori nevoie de luptă pentru a fi apărată. În fundamentul piedestalului s-a zidit un pergament, care a fost așezat în sticlă și în care se expune istoricul statuii, purtând o mulțime de semnături. De asemenea, s-au depus în structura piedestalului și mai multe monede românești . Monumentul a fost restaurat în 1903 și are o inscripție cu mesajul „Cetățenilor ploeșteni - Aperătorii libertăților publice - Romania recunoscătoare”. Instalată inițial în piața centrală a orașului, statuia a fost mutată în 1934 într-o grădiniță din fața primăriei .

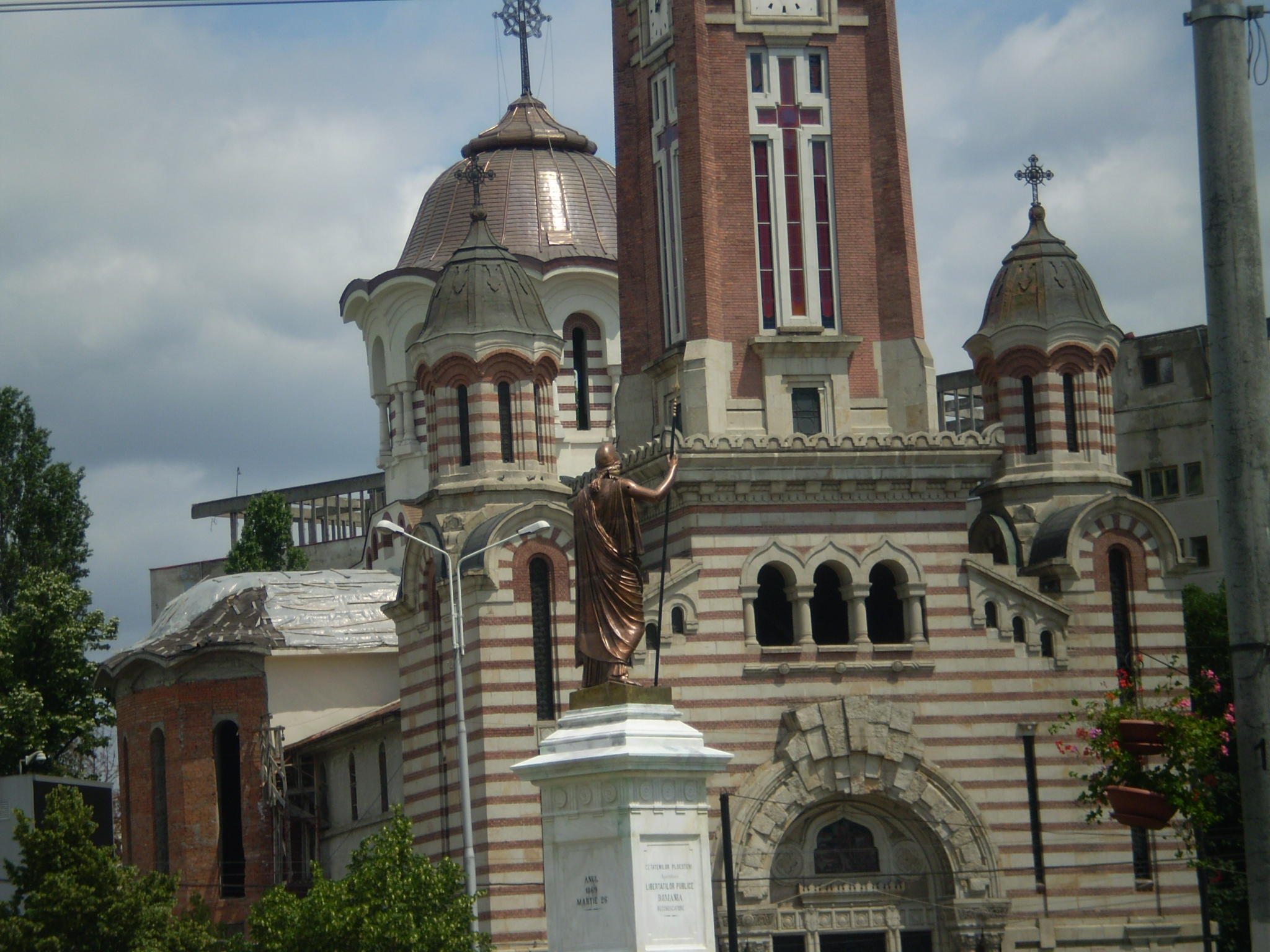
Statuia Libertății, 2012

În timpul revoluției din 1989 populația s-a adunat în jurul statuii, și de atunci, în fiecare an, își comemorează acolo eroii. Începând cu luna mai a anului 2012, după ce a fost un an și jumătate în atelierele de restaurare, Statuia Libertății a fost relocată în Piața Eroilor, mai exact în sensul giratoriu din fața Catedralei Sfântul Ioan Botezătorul.